# Gualeguaychú
Gualeguaychú é uma cidade na província de Entre Ríos, na Argentina, situada na margem esquerda do rio Gualeguaychú, que é um afluente do rio Uruguai. Situa-se no sudoeste da província, aproximadamente a 248 km a noroeste de Buenos Aires por rodovia, e a 30 km km do Uruguai. Tinha 76.220 habitantes de acordo com o censo argentino de 2001. Seu nome vem de uma corruptela de y yaguari guaçú que em guarani significa "rio do grande jaguar".
Seu Carnaval, que dura dez noites, entre o primeiro sábado de janeiro e o primeiro sábado de março, é famoso e faz a cidade receber turistas de diversas províncias. Existe até mesmo um sambódromo, o Corsódromo de Gualeguaychú. A cidade também tem fontes termais, praias fluviais e um cassino. A 12 km da cidade encontra-se o Parque Reserva Las Piedras, que preserva remanescentes da mata original da região.
Gualeguaychú não deve ser confundida com Gualeguay, que também é uma cidade da província de Entre Ríos, localizada cerca de 80 km a oeste.